# Puente de Nanpu
El puente de Nanpu (en chino tradicional, 南浦大橋; en chino simplificado, 南浦大桥; pinyin, Nánpǔ dàqiáo) es un puente atirantado de carretera de China, que atraviesa el río Huangpu en Shanghái. Fue el puente más grande de su tipo en China cuando se inauguró el 1 de diciembre de 1991. El puente de Nanpu, puente hermano del puente de Yangpu, es uno de los puentes principales de la ciudad y forma parte de la carretera de circunvalación interior elevada de Shanghái.
El 7 de febrero de 1992, el ya retirado líder supremo chino, Deng Xiaoping visitó el puente. La visita era parte de la Inspección del sur de Deng Xiaoping,  que fue muy importante para sacar adelante el programa «Reformas y Apertura».

## Historia
El puente atirantado fue diseñado por el Shanghai Municipal Engineering Design Institute, el Shanghai Urban Construction College y el Shanghai Urban Construction Design Institute, con la asistencia de Holger S. Svensson de la oficina de ingeniería de Fritz Leonhardt.  La ingeniería del puente se considera el inicio de la construcción moderna de puentes atirantados de gran longitud en China. 
El coste de construcción ascendió a  ¥ 814,7 millones. Fue diseñado para un tráfico diario de 4,5 a 5 millones de vehículos.
Por primera vez se utilizaron técnicas mejoradas para la producción eficiente de anclajes y revestimientos de cables. Se prestó especial atención al diseño aerodinámico del puente, cuyo objetivo es evitar que el puente se mueva a altas velocidades del viento. La construcción comenzó el 15 de diciembre de 1988 y finalizó con la inauguración el 1 de diciembre de 1991.

## Descripción

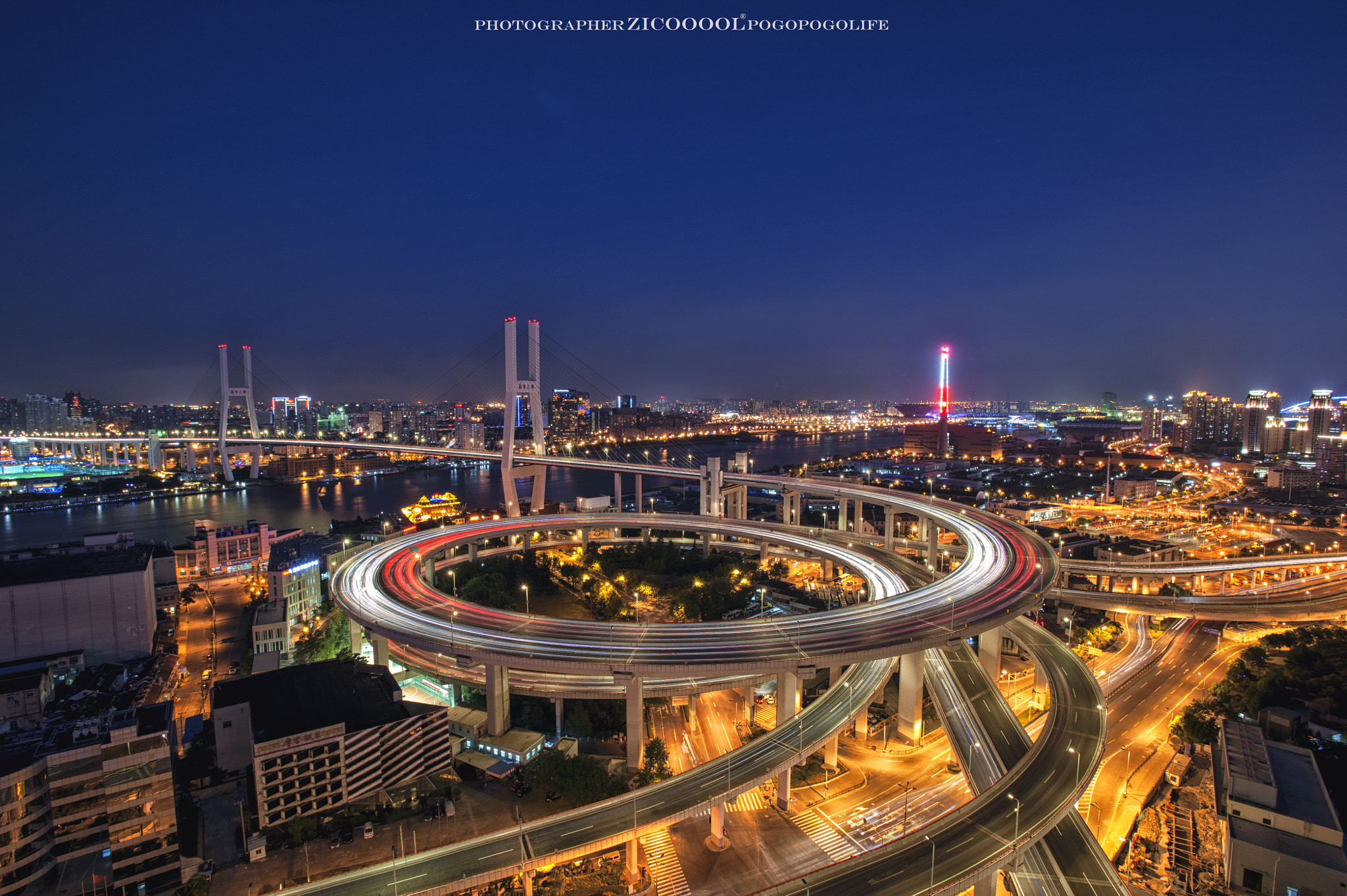
Aproximación con puente espiral del puente de Nanpu

El puente principal  tiene una luz de 423 m para una longitud total de 765 m, con un gálibo de 46 m El puente soporta siete carriles de autopista —tres en dirección oeste y cuatro en dirección este— y a cada lado hay aceras servidas por un ascensor de pago que funcionan como plataformas de observación.
El puente principal tiene cinco vanos con distancia entre pilares de 76,5 m + 94,5 m + 423 m + 94,5 m + 76,5 m. Los pilones de {{unidad|150 m de altura sostienen la viga del puente de 30,35 m de anchura, construida con acero y hormigón, a una altura de 46 m sobre el nivel del agua, permitiendo que barcos de 50 000 toneladas pasen por debajo del puente. Se compone de dos vigas longitudinales en forma de I sobre las que se fijan placas prefabricadas de hormigón, las cuales, una vez colocadas, se unieron a los pernos en la cabeza de la estructura de acero mediante vertido de hormigón en obra.
La viga del puente está sostenida por dos niveles de cables anclados a los pilones de hormigón armado en forma de «H». A cada lado de un pilón hay 22 pares de cables dispuestos en forma de abanico. Desde el lado de Puxi, la carretera Lu Jiabing conduce a una elaborada rampa de acceso en espiral doble  que conecta el cruce de la autopista con la carretera Zhongshan Sur. Este acceso en espiral fue catalogado como el más grande del mundo, con un diámetro de 180 m y una distancia total de 7,5 km.
En el lado de Pudong, hay una carretera de acceso de casi siete kilómetros de largo, que incluye el cruce de la autopista con Longyang Road y termina en el intercambiador de la autopista de Zhangjiang. [ 2 ]

## Denominación
El nombre de esta obra, «Nanpu», es una abreviatura de los dos distritos que conecta: Nanshi en la parte norte y Pudong en el sur. Los otros tres puentes importantes de Shanghai sobre el río Huangpu también siguen esta convención: el puente Lupu (distrito de Luwan - Pudong), el puente de Yangpu (Yangpu - Pudong) y el puente Xupu (Xuhui - Pudong).